# Stuart Appleby
Stuart Appleby (Cohuna, Victoria, 1 mei 1971) is een Australische golfprofessional.
Appleby groeide op het platteland op en speelde Australisch voetbal. Hij begon golf te spelen door op het erf ballen te slaan.

## Professional
Hij is in 1992 professional geworden. Hij heeft sinds 1998 ook veel in Europa gespeeld en had zijn beste seizoen in 2008. Hij verdiende meer dan € 5.000.000 op de Europese PGA Tour hoewel hij er nooit won. In 2002 werd hij 2de bij het Brits Open achter Ernie Els.
Sinds 1996 speelt hij echter voornamelijk in de PGA Tour in de Verenigde Staten. Hij behaalde enkele overwinningen. In 2000 behaalde hij de 4de plaats bij het Amerikaanse PGA Kampioenschap, en bij het WGC - Bridgestone Invitational eindigde hij drie keer in de top 10. Tot nu toe is 2006 zijn topjaar waarin hij $ 3.470.457 bij elkaar speelde.

In 2007 ging het niet goed. Van de 23 wedstrijden miste hij 9 keer de cut. In november leken zijn kansen te keren. Hij stond aan de leiding van het Master Card Masters in Melbourne totdat hij op de laatste hole een double bogey maakte waardoor hij zelfs niet in de play-off tegen Daniel Chopra en Aaron Baddeley kon spelen. Baddeley won de play-off, Chopra werd tweede en Appleby derde.
Zijn beste ronde was tijdens de eerste editie van de Greenbrier Classic in West Virginia, waar hij een ronde van 59 maakte.

### Gewonnen

#### Amerikaanse PGA Tour
| Jaar | Toernooinaam           | Runner(s)-up                   |
| ---- | ---------------------- | ------------------------------ |
| 1997 | Honda Classic          | Michael Bradley, Payne Stewart |
| 1998 | Kemper Open            | Scott Hoch                     |
| 1999 | Shell Houston Open     | John Cook, Hal Sutton          |
| 2003 | Las Vegas Invitational | Scott McCarron (play-off)      |
| 2004 | Mercedes Championships | Vijay Singh                    |
| 2005 | Mercedes Championships | Jonathan Kaye                  |
| 2006 | Mercedes Championships | Vijay Singh (play-off)         |
| 2006 | Shell Houston Open     | Bob Estes                      |
| 2010 | Greenbrier Classic     | Jeff Overton                   |

#### Nationwide Tour
- 1995 (2) NIKE Monterrey Open, NIKE Sonoma County Open

#### Australische PGA Tour
- 1998: Coolum Classic
- 2001: Australian Open
- 2010: Australian Masters

#### Anders
- 1999: CVS Charity Classic met Jeff Sluman

### Teams
- Presidents Cup: 2003
- World Cup: 2009

## Privé
Renay, de eerste echtgenote van Appelby, verongelukte in 1998 vlak bij het Waterloo Station in Londen. Ze hadden twee dochters. In 1999 verongelukte zijn vriend en buurman Payne Stewart, waarna hij een soort vaderfiguur werd voor diens twee kinderen.
In 2002 hertrouwde Appelby. Met Ashley Saleet kreeg hij in 2008 nog een zoon Max. Ze wonen in Orlando, Florida. Hij speelt op de Amerikaanse PGA Tour.